# Osterglöckchen (Erotikfilm)
Osterglöckchen ist eine deutsche Erotik-Komödie von Drehbuchautor und Regisseur Allegro Swing aus dem Jahr 2017. Der Film gilt als trashig-humorvolles Osterspecial mit prominenter Besetzung aus der deutschen Erotikbranche und vereint komödiantische Elemente mit freizügigen Szenen.

## Inhalt
Der Film besteht aus fünf Episoden, die jeweils verschiedene frivole Ostergeschichten erzählen. Die Handlungen drehen sich um frisch verliebte und ewig verliebte Paare, die das Osterfest auf unkonventionelle und erotische Weise feiern. Jede Episode nutzt unterschiedliche Stilmittel wie Traumsequenzen, Slapstick-Elemente und montageartige Schnitttechniken, um humoristische und erotische Momente miteinander zu verbinden.

## Produktion
Die Hauptversion wurde mit einem FSK-16-Rating für das Fernsehen produziert und feierte ihre Premiere am 14. April 2017 auf Beate-Uhse.TV. Zusätzlich produzierte Allegro Swing eine Adult-Version, Osterglocken, die seit 2017 auf DVD erhältlich ist.

## Kritik
Die Redaktion von Sky lobte insbesondere die Starbesetzung und die unterhaltsame Umsetzung: „Kaum sind die Eier im Nest versteckt, machen sich die süßen Osterhäschen auf, um etwas Spaß zu haben. Lana Vegas, Conny Dachs und Diether von Stein sind mit dabei bei diesem kunterbunten und verdammt erotischen Osterspektakel.“

## Trivia
- Osterglöckchen wird seit seiner deutschen TV-Premiere am 14. April 2017 jährlich zur Osterzeit auf Beate Uhse TV ausgestrahlt und hat dadurch einen gewissen Kultstatus innerhalb der Zielgruppe von Erotik-Komödien erlangt.[3]
- Collagen aus dem Film wurden 2022 in der Miniserie Start frei für die Müllers (Folge 6) verwendet.[4]